# Jabelivka
Jabelivka (în ucraineană Жабелівка) este o comună în raionul Vinnîțea, regiunea Vinnița, Ucraina, formată numai din satul de reședință.

## Demografie
Componența lingvistică a satului Jabelivka
     Ucraineană (97,12%)
     Rusă (2,7%)
     Alte limbi (0,18%)
Conform recensământului din 2001, majoritatea populației satului Jabelivka era vorbitoare de ucraineană (97,12%), existând în minoritate și vorbitori de rusă (2,7%).